# Henryk Lewandowski (prawnik)
Henryk Lewandowski (ur. 6 lipca 1933 w Lubrańczyku, zm. 8 września 2013) – polski specjalista w zakresie prawa pracy, prof. zw. dr hab., wieloletni nauczyciel akademicki Wydziału Prawa i Administracji Uniwersytetu Łódzkiego, w latach 1987–1990 dziekan tego wydziału.

## Życiorys

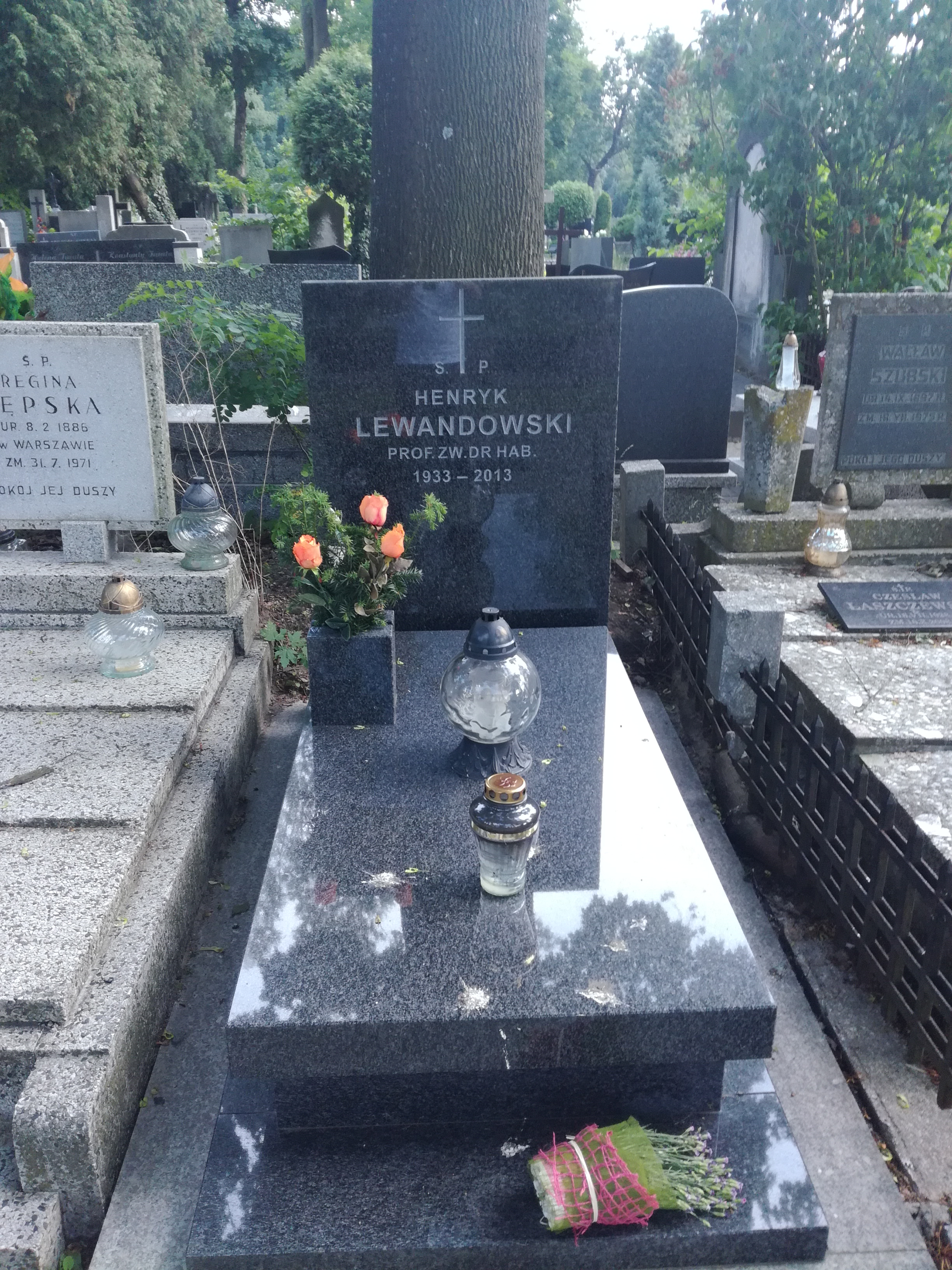
Grób profesora Henryka Lewandowskiego na Starym Cmentarzu w Łodzi

Ukończył w 1957 studia magisterskie na Wydziale Prawa Uniwersytetu Łódzkiego. Po odbyciu aplikacji i asesurze, związał się z sądownictwem (nominację sędziowską otrzymał w 1961). W 1959 podjął pracę w Katedrze Prawa Pracy UŁ, początkowo na pół etatu, a od 1961 w pełnym wymiarze czasu pracy. Od 1981 był kierownikiem Zakładu Prawa Pracy, a od 1982 do 2004 kierownikiem Katedry Prawa Pracy i Ubezpieczeń Społecznych (przekształconej później w Katedrę Prawa Pracy). W latach 1987–1990 dziekan Wydziału Prawa i Administracji Uniwersytetu Łódzkiego. W 1990 uzyskał tytuł profesora zwyczajnego. Z inicjatywy prof. Lewandowskiego zostało utworzone Podyplomowe Studium Prawa Pracy.
W latach 1975–1983 był zatrudniony jako pracownik naukowy w Instytucie Pracy i Spraw Socjalnych w Warszawie. Był także wykładowcą m.in. w Szkole Wyższej im. Pawła Włodkowica w Płocku, Krakowskiej Akademii im. Andrzeja Frycza Modrzewskiego oraz profesorem Wydziału Prawa Wyższej Szkoły Ekonomii i Prawa im. prof. Edwarda Lipińskiego w Kielcach. 
Pod Jego kierunkiem powstało ponad 200 prac magisterskich, a w 1983 stopień naukowy doktora uzyskała Teresa Wyka.
Pochowany na Starym Cmentarzu przy ul. Ogrodowej w Łodzi, w części katolickiej.

## Ordery i odznaczenia
- Krzyż Kawalerski Orderu Odrodzenia Polski
- Złoty Krzyż Zasługi
- Medal Komisji Edukacji Narodowej
- Brązowy Medal Uniwersytetu Gdańskiego „Bene merito et merenti” (2013)[3]
- Honorowa Odznaka Miasta Łodzi